# 1911 dans les parcs de loisirs
| Années des parcs de loisirs : 1908 - 1909 - 1910 - 1911 - 1912 - 1913 - 1914    |
| Décennies des parcs de loisirs : 1880 - 1890 - 1900 - 1910 - 1920 - 1930 - 1940 |

## Les parcs d'attractions

### Ouverture
- Magic City ( France)

### Fermeture
- Dreamland ( États-Unis)
- Luna Park (Tokyo) ( Japon)
- Wonderland Amusement Park (Minneapolis) (en) ( États-Unis)
- Wonderland City (en) ( Australie)

## Les attractions

### Montagnes russes
| Nom de l'attraction | Type                     | Constructeur | Parc            | Pays       |
| ------------------- | ------------------------ | ------------ | --------------- | ---------- |
| Virginia Reel       | Montagnes russes en bois |              | Exposition Park | États-Unis |

### Autres attractions
- Construction du Looff Carousel à Santa Cruz Beach Boardwalk par Charles I. D. Looff